# Даштадем (Арагацотнская область)
Даштадем (арм. Դաշտադեմ) — село в Арагацотнской области Армении.

## География
Село расположено в западной части марза, на расстоянии 52 километров к западу-северо-западу (WNW) от города Аштарак, административного центра области. Абсолютная высота — 1450 метров над уровнем моря.
Климат
Климат характеризуется как умеренно холодный, влажный (Dfb в классификации климатов Кёппена). Среднегодовая температура воздуха составляет 7,8 °C. Средняя температура самого холодного месяца (января) составляет −7,1 °С, самого жаркого месяца (августа) — 20,8 °С. Расчётная многолетняя норма атмосферных осадков — 399 мм. Наибольшее количество осадков выпадает в мае (70 мм).

## Население
По данным «Сборника сведений о Кавказе» за 1880 год в селе Талынь Нижний (Малый, Татарский) Эчмиадзинского уезда по сведениям 1873 года было 36 азербайджанских и 2 курдских двора, проживало 248 азербайджанцев (указаны как «татары»), которые были шиитами, и 11 курдов, которые были суннитами.
По данным Кавказского календаря на 1912 год, в селе Талынь-Татарский Эчмиадзинского уезда проживало 376 человек, в основном азербайджанцев, указанных как «татары».
| Год переписи | Население          | Население          | Население          | Население            | Население            | Население            |
| Год переписи | Наличное население | Наличное население | Наличное население | Постоянное население | Постоянное население | Постоянное население |
| Год переписи | Всего              | Мужчины            | Женщины            | Всего                | Мужчины              | Женщины              |
| ------------ | ------------------ | ------------------ | ------------------ | -------------------- | -------------------- | -------------------- |
| 2001         | 520                | 256                | 264                | 613                  | 314                  | 299                  |
| 2011         | 530                | 250                | 280                | 548                  | 266                  | 282                  |

| Год  | Численность | Численность |
| ---- | ----------- | ----------- |
| 1873 | 248         | [ 10 ]      |
| 1897 | 420         | [ 11 ]      |
| 1926 | 301         | [ 11 ]      |
| 1939 | 484         | [ 11 ]      |
| 1959 | 412         | [ 11 ]      |
| 1970 | 642         | [ 11 ]      |
| 1979 | 547         | [ 11 ]      |
| 1989 | 605         | [ 12 ]      |
| 2001 | 613         | [ 11 ]      |
| 2011 | 548         | [ 13 ]      |

## Галерея

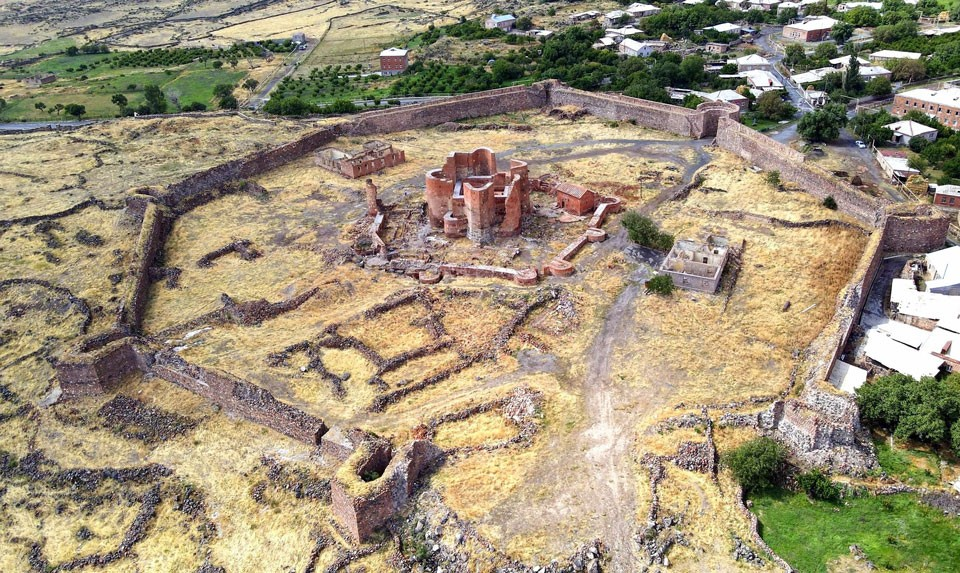
Вид с верху на крепость XI века
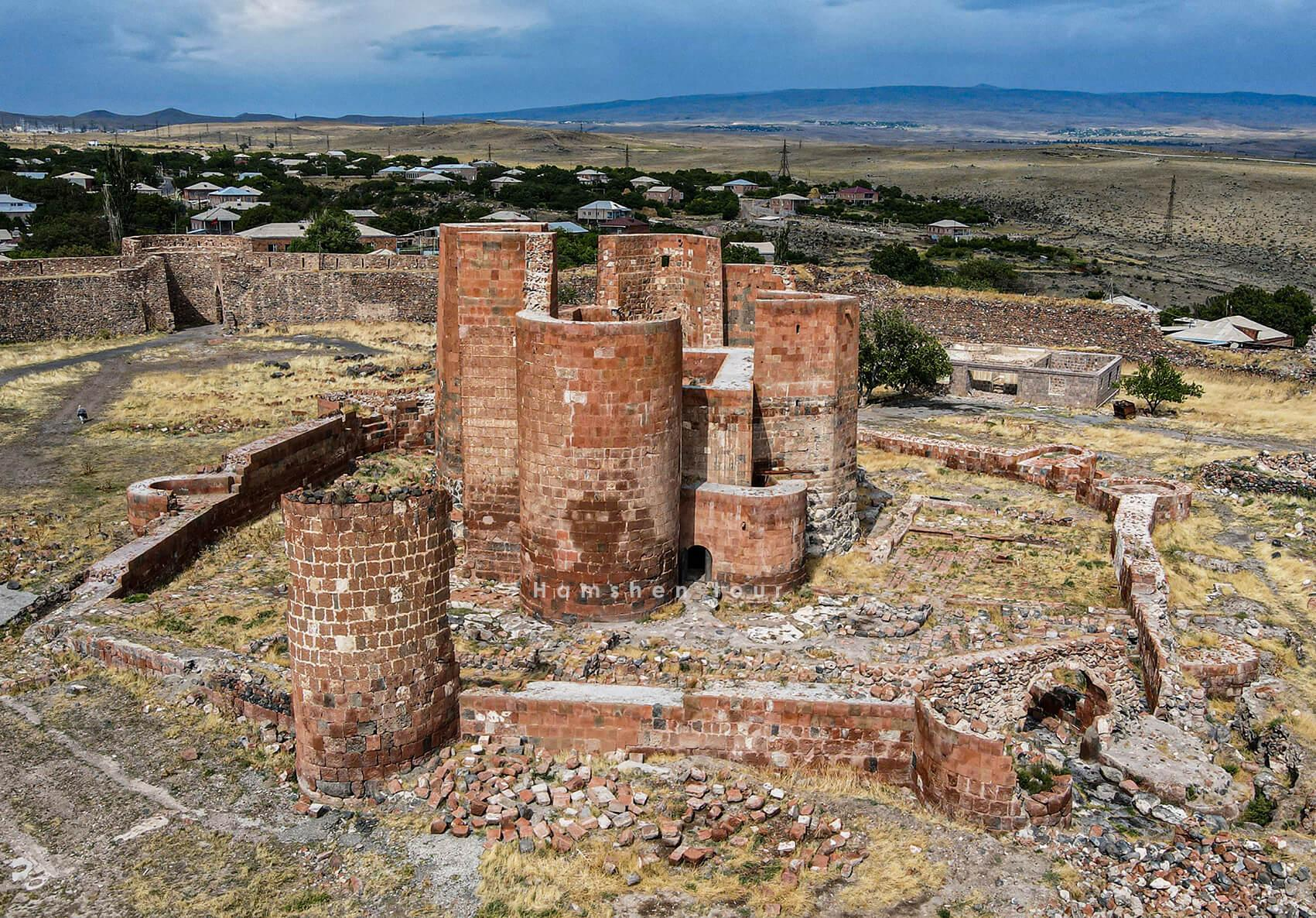
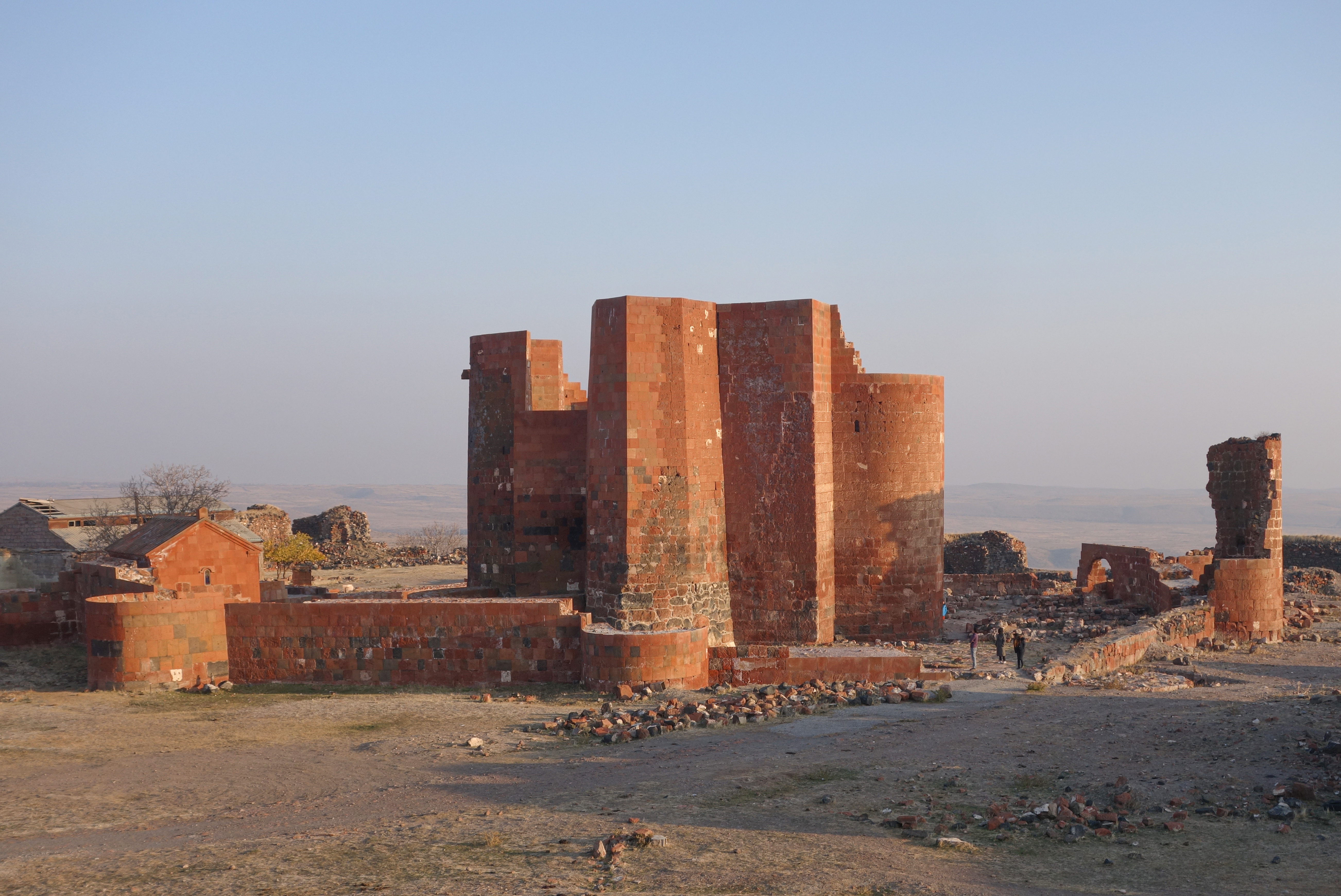
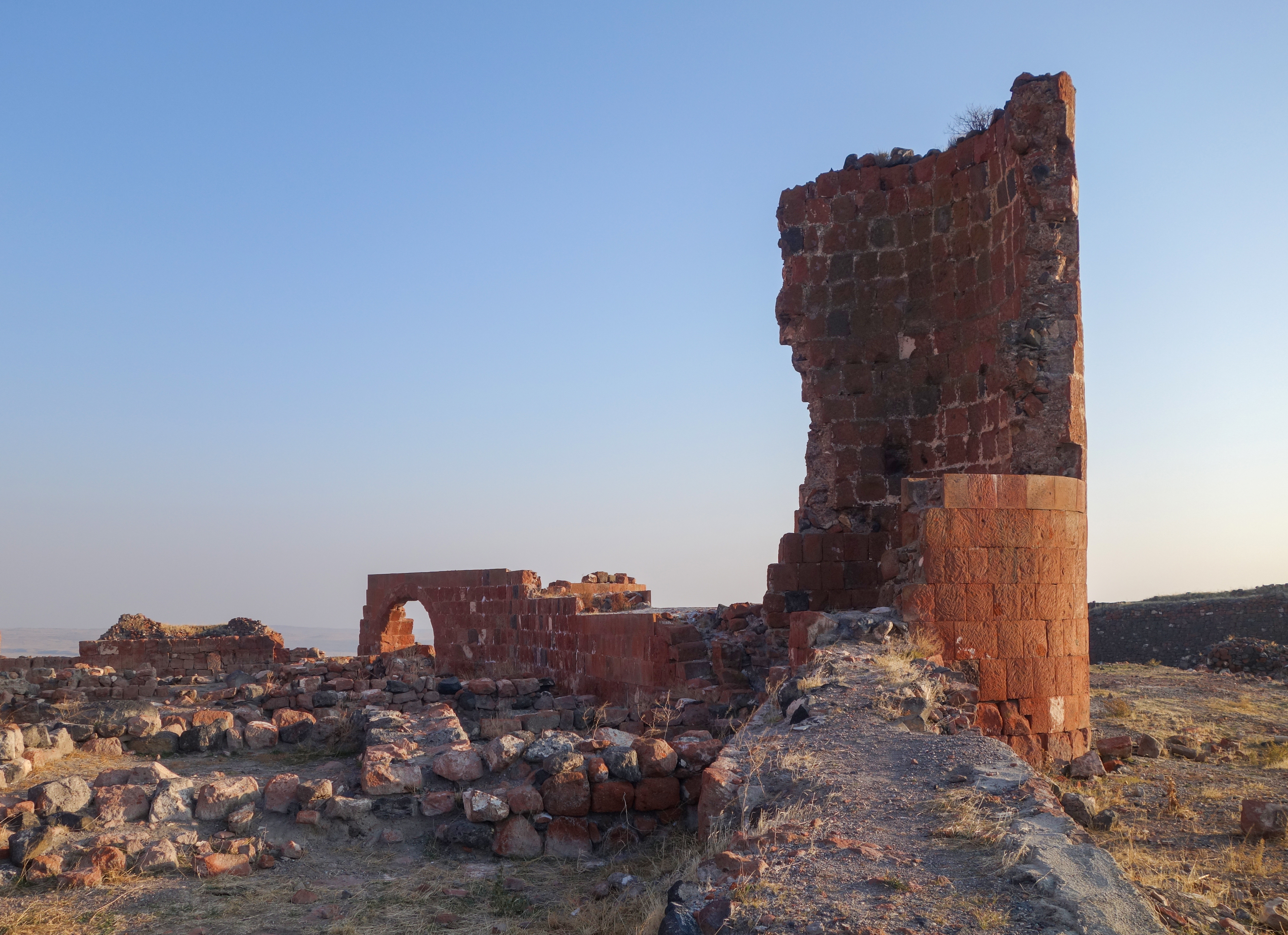
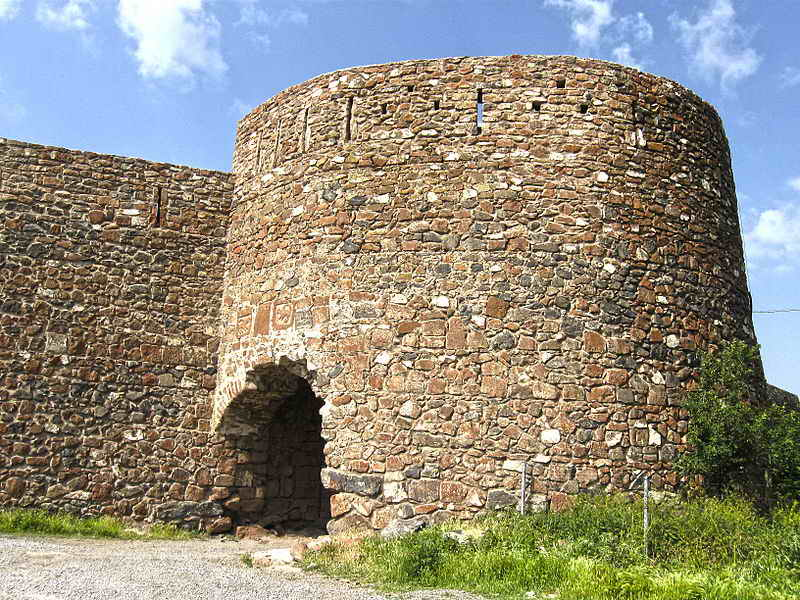
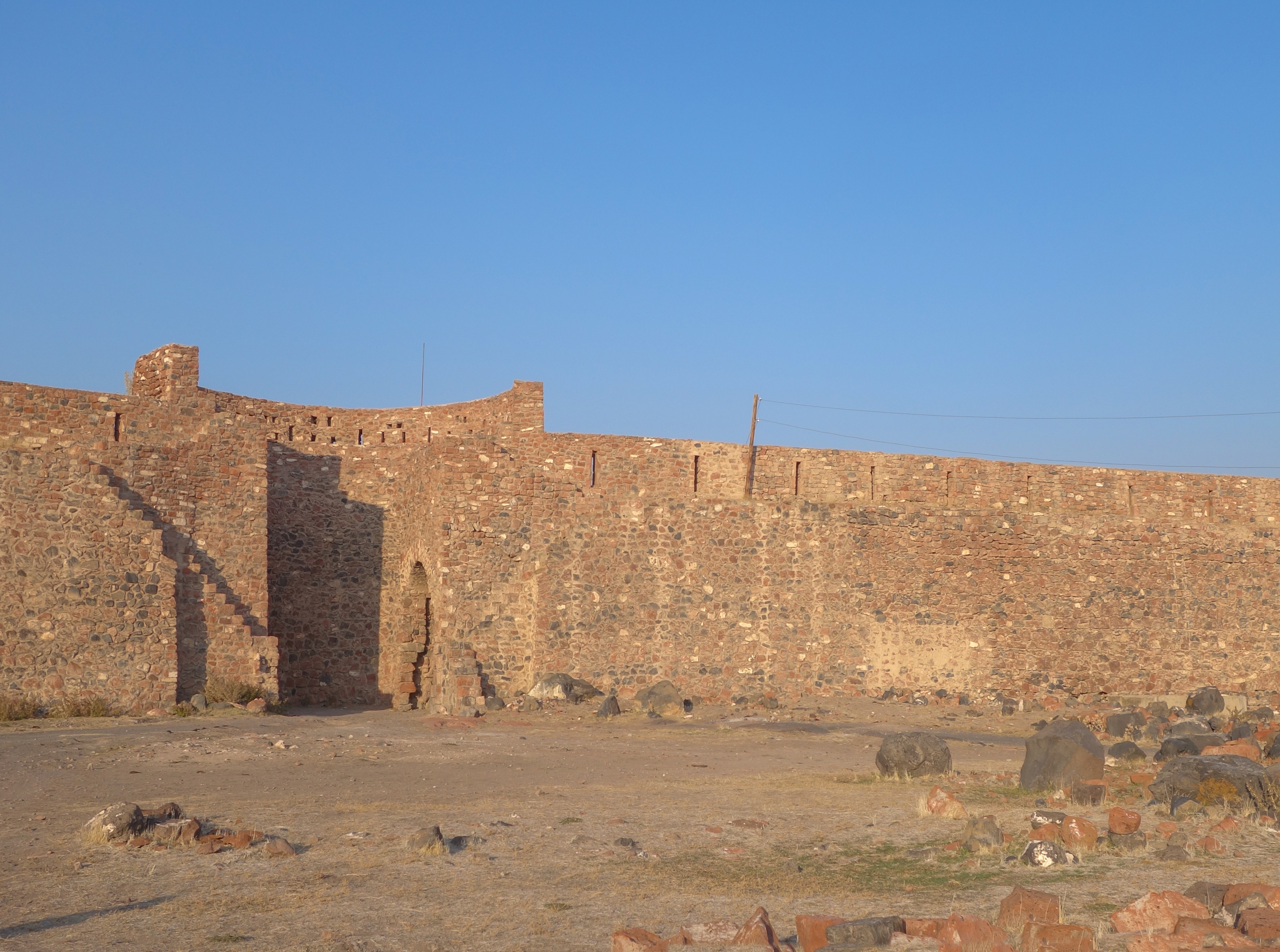
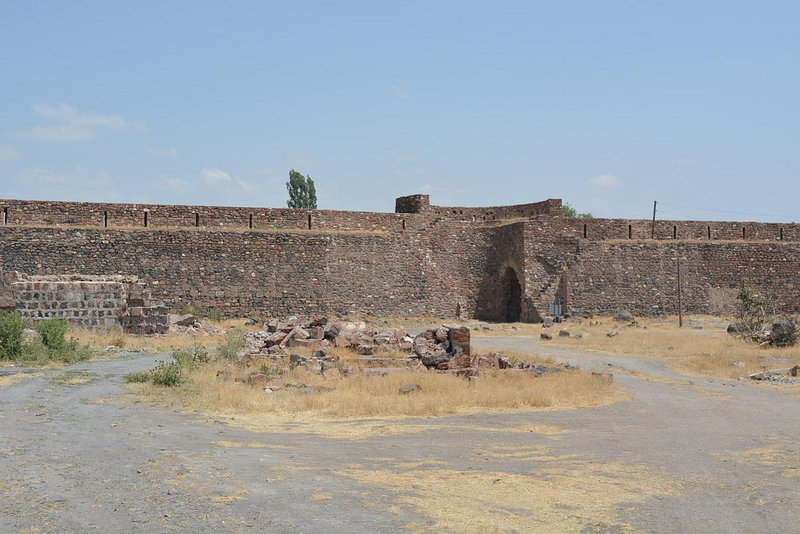
Внешние стены XIX века
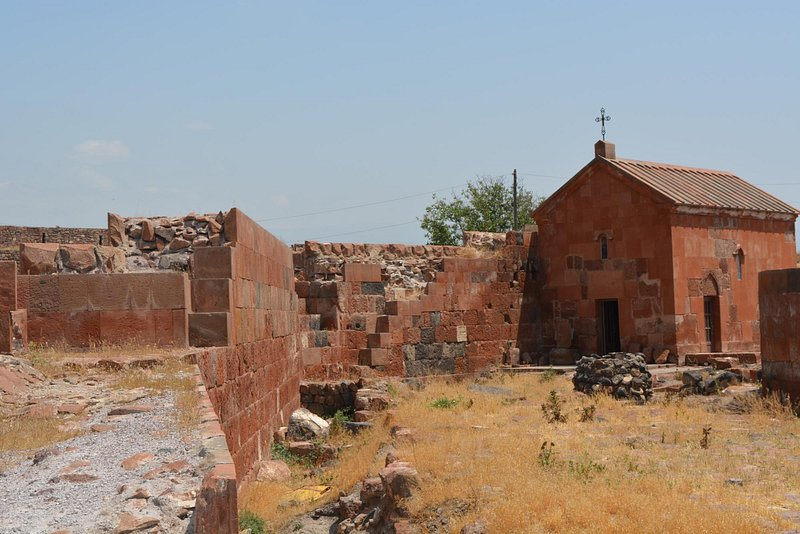
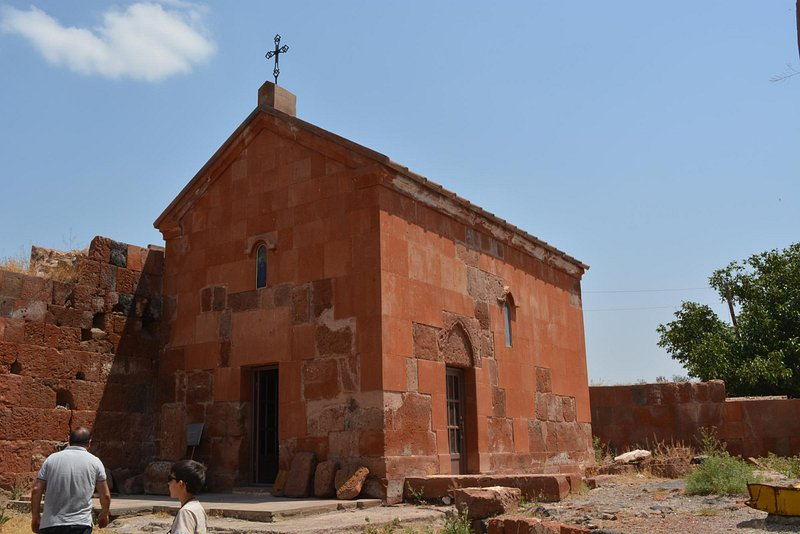
Колокольня XI века рядом с крепостью
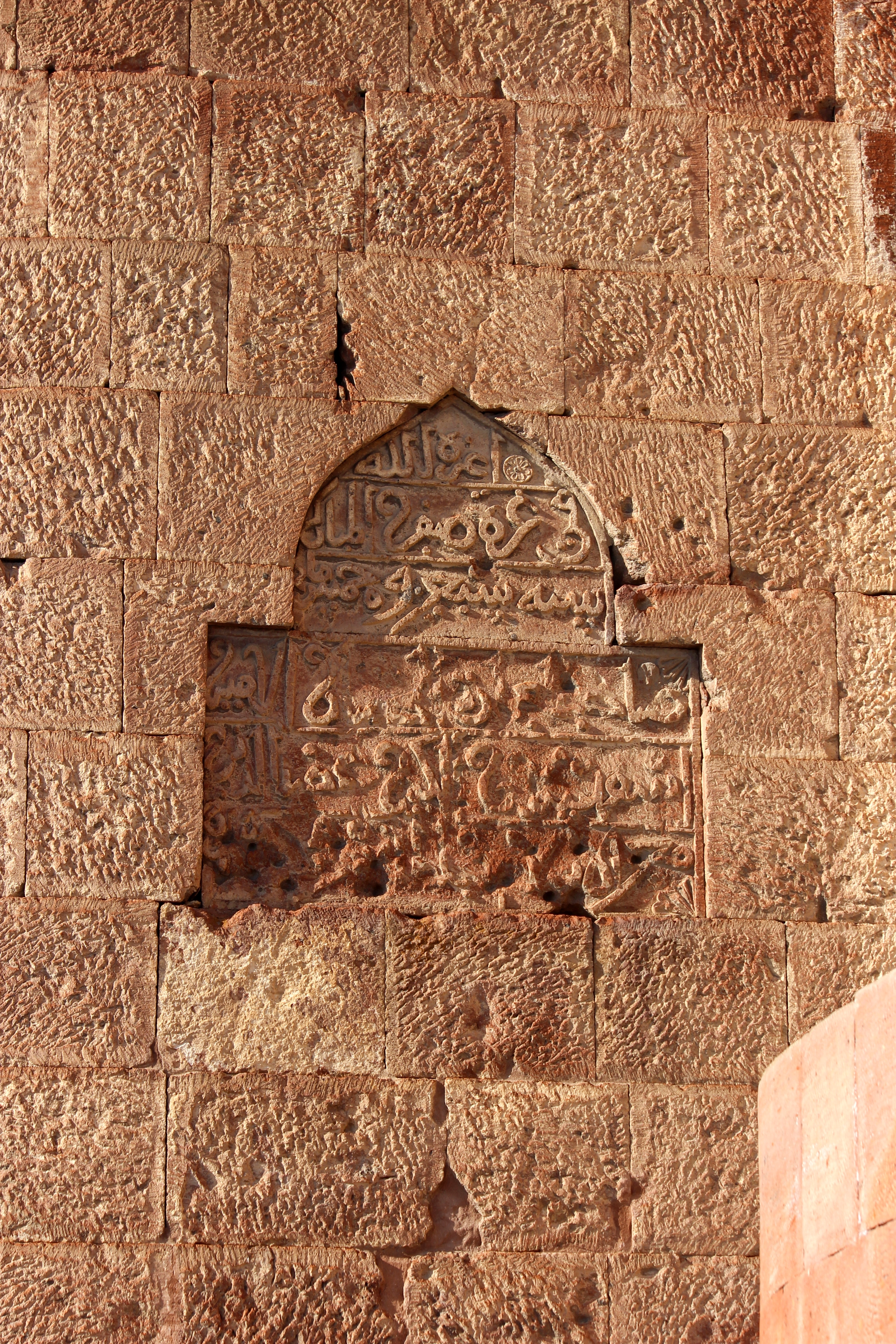
Надпись XII века на цитадели
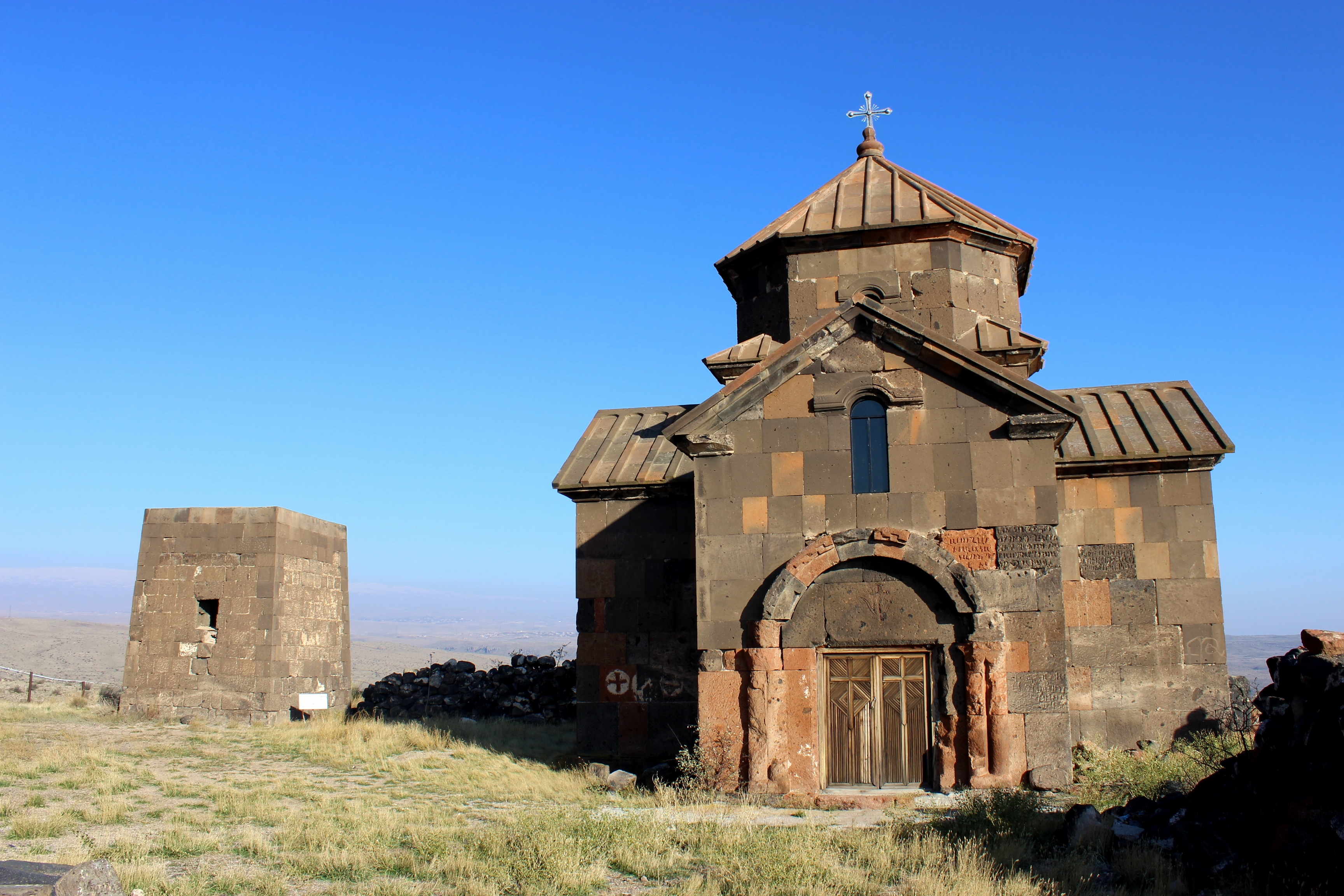
Ванк святого Кристафори (VII век, восстановлен) с прямоугольной колокольней 13 века (слева)
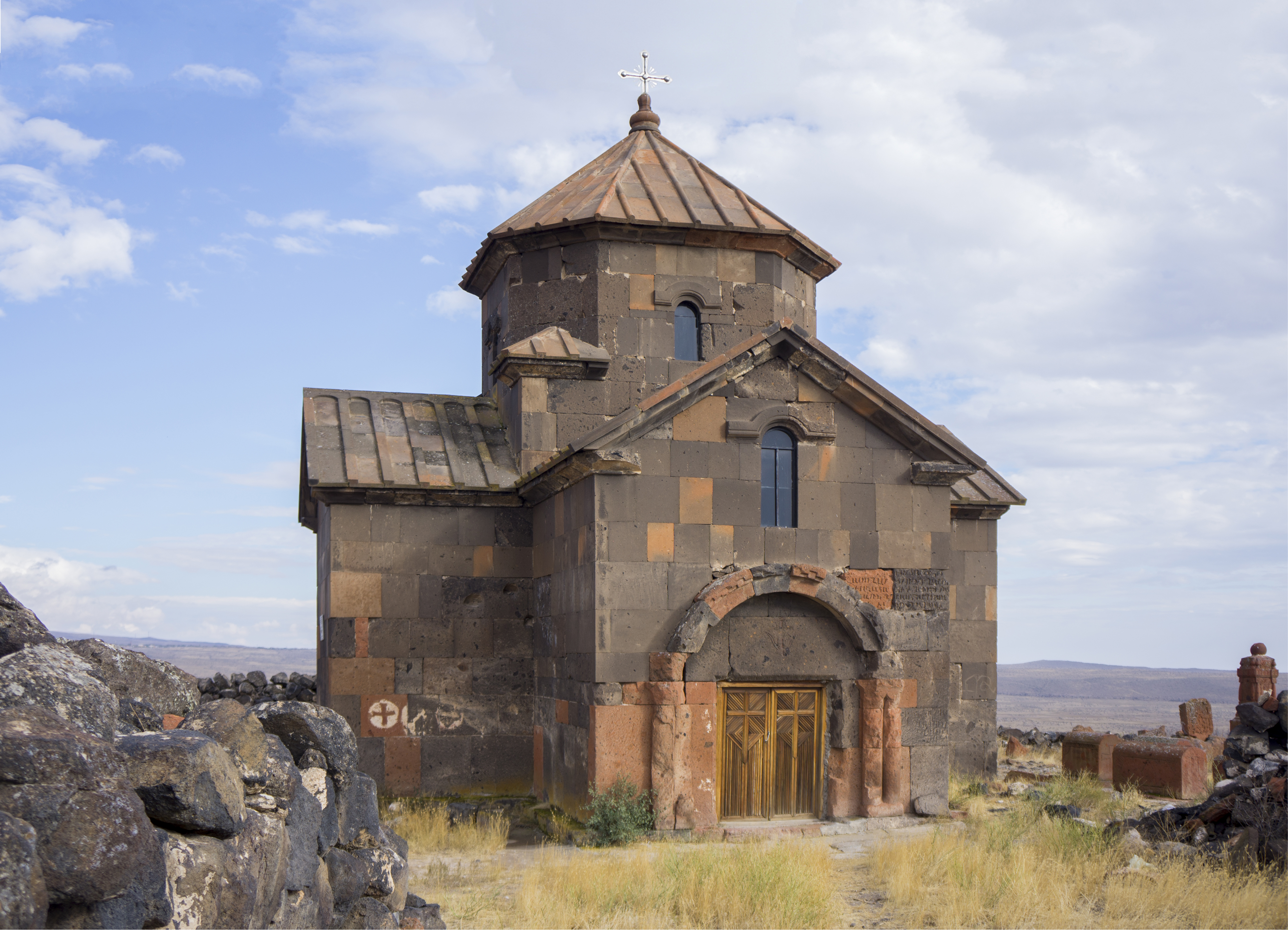
Церковь Сурб Аствацацин с запада